# Otatea
Otatea is een geslacht uit de grassenfamilie (Poaceae). De soorten van dit geslacht komen voor in Midden-Amerika.

## Soorten
De Catalogue of New World Grasses [5 december 2011] erkent de volgende soorten:
- Otatea acuminata
- Otatea carrilloi
- Otatea fimbriata
- Otatea glauca
- Otatea reynosoana
- Otatea transvolcanica
- Otatea ximenae